# 鈴木悠介 (バスケットボール)
鈴木 悠介（すずき ゆうすけ、1997年6月6日- ）は、日本の男子プロバスケットボール選手である。埼玉県出身。ポジションはパワーフォワード。

## 来歴
法政大学在学中の2019年、青森ワッツに特別指定選手として登録される。卒業後の2020年プロ契約。
2021年、B3リーグのしながわシティに移籍。
2022年、山形ワイヴァンズに移籍。
2023年、京都ハンナリーズに移籍。
2024年6月28日、レバンガ北海道に移籍。
2025年6月13日、三遠ネオフェニックスに移籍。

## 所属歴
- 法政大学
  - 青森ワッツ（特別指定選手）
- しながわシティ
- 山形ワイヴァンズ
- 京都ハンナリーズ
- レバンガ北海道（2024年〜2025年）
- 三遠ネオフェニックス（2025年〜）